# Branchville (Alabama)
Branchville es una localidad del Condado de St. Clair, Alabama, Estados Unidos. En el censo de 2000, su población era de 825. 

## Demografía
En el 2000 la renta per cápita promedia del hogar era de $ 40.438$, y el ingreso promedio para una familia era de 43.594$. El ingreso per cápita para la localidad era de 20.541$. Los hombres tenían un ingreso per cápita de 35.313$ contra 32.639$ para las mujeres.

## Geografía
Branchville está situado en 33°38′53″N 86°26′13″O / 33.64806, -86.43694 (33.648029, -86.436895).
Según la Oficina del Censo de los EE. UU., la ciudad tiene un área total de 3.06 millas cuadradas (7.93 km ²).